# Топонимические легенды

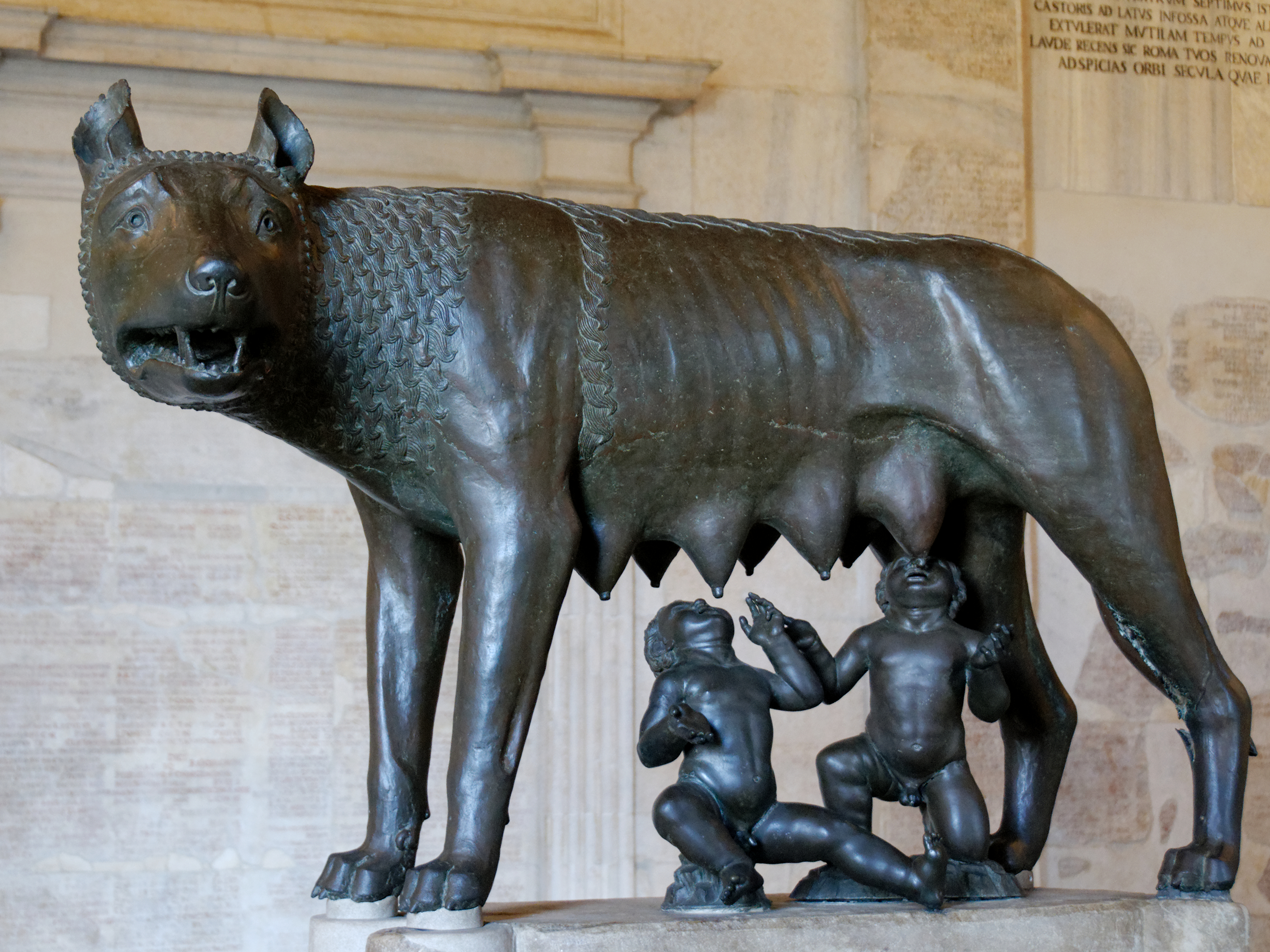
Капитолийская волчица, вскармливающая братьев Ромула и Рема. Один из братьев, Ромул, впоследствии станет основателем Рима. Это, пожалуй, одна из самых известных и наиболее древних топонимических легенд мира

Топонимические легенды — жанр устной народной несказочной прозы, изначально имеющий установку на достоверность, и объясняющий происхождение названий населённых пунктов или других географических объектов, а также храмов, монастырей и достопримечательностей. Данный жанр представляет собой яркий пример народной этимологии, благодаря чему имеет немалую популярность в среде людей, далёких от понимания основ ономастики и топонимики.

## Происхождение легенд
Изначально топонимические легенды имели перед собой цель передачи познавательных знаний, что обусловлено, прежде всего, тем, что долгое время исторические и научные сведения, связанные с передачей знаний, умений и навыков, передавались устно, в связи с неграмотностью населения. Главной функцией данных легенд являлась именно познавательная функция, в отличие от функций сказки, выполняющей развлекательную роль.
На территории Русского Севера и в средней полосе современной России топонимические легенды возникали по причине расселения славян, которые на новых территориях сталкивались с различными оседлыми племенами, чаще всего с финно-уграми. Данная местность уже имела своё, финно-угорское, местное, название. Среди русских и финно-угров проходила естественная ассимиляция, в связи с чем возникала необходимость адаптации непонятных для их потомков топонимов. При этом для новых поселенцев открывалась большая возможность для мифотворчества. В связи с этим местные жители «порождают» различные предания, наделяют своей трактовкой те или иные названия, чтобы объяснить непонятные иноязычные топонимы.

## Распространение
Топонимические легенды распространены по всему миру и касаются прежде всего тех географических объектов, точное время, дата основания и топоним которых либо до конца не выяснены, либо объяснены уже в эпоху развития топонимической и исторической науки. Например, на Руси известными топонимическими легендами являются предания о Ярославе Мудром и убитом им медведе, что якобы повлияло на название города Ярославль (элементы этой легенды официально присутствуют на гербе города в виде медведя с секирой на плече) и предание о братьях Кие, Щеке и Хориве и сестре их Лыбеди как легендарных основателях Киева.
Всемирно известной топонимической легендой является предание о Ромуле и Реме, вскормленных волчицей на холме, на котором и был основан впоследствии город, названный в честь одного из братьев Римом (лат. Roma).

## Ценность для науки
Топонимические легенды часто прикреплены к определённым событиям или лицам, а тем самым и к историческим периодам, что позволяет отслеживать исторические события, поскольку во многих случаях такие предания возникали именно в результате народного переосмысления тех или иных исторических событий. Например, в древних русских преданиях есть рассказы о расселении славянских племен, об их названиях, об основании городов.
Хотя чаще всего топонимические легенды представляют интерес только для фольклористов, не имея под собой никаких исторических оснований, в некоторых случаях они бывают полезны и для историков. Так, многочисленные топонимические легенды о панах — память о нашествиях поляков в период Смутного времени — в сочетании с топонимами Панские горы, Панские холмы, Панский ручей (болото, озеро), поле Панское и тому подобные географические наименования позволяют усомниться в довольно распространённой не только среди археологов, но порой даже среди лингвистов версии, что русское диалектное пан (панок), имеющее богатую полисемию, в значении «курган» связано с финским раnnа и вепсским panda «положить» [см.: Ткаченко (1985), с. 143, со ссылкой на Е. И. Горюнову, Ю. Мягистэ и В. Пименова].
В большинстве случаев топонимические легенды и предания представляют собой ярчайший пример «народной этимологии», которая, в свою очередь, является частью общеязыковой картины мира и формирует отношение человека к окружающей его действительности. В подобных легендах отражаются менталитет населения, проживающего в регионе, особенности местного географического пространства и особенности языка, спроецированные в коллективном и индивидуальном сознании. Наиболее важными факторами, организующими структуру данных легенд, выступают бытийные ценности и хозяйственная деятельность, а также характер ландшафта.
Исследование топонимических преданий позволяет лучше изучить языковую картину мира, особенности жизни, быта первопоселенцев. Топонимические легенды, будучи продуктом народного сознания, отражают все стороны духовной и материальной жизни человека. Кроме того, в данных легендах и преданиях, как и в других проявлениях духовной культуры человека, а именно в фольклоре, обрядах, заговорах, народных верованиях, отражаются своеобразие народа и его менталитет.

## Структура
Топонимические легенды по структуре представляют собой вид небольших «повестей» или рассказов с крайне неустойчивым (в отличие от сказок) текстом и свободной формой. Неустойчивость текста данных легенд обусловливает значительную импровизацию, которая, в свою очередь, ведет обратно к неустойчивости текста, делая эти явления взаимозависимыми. С этим связана и возможность наложения эпизодов и мотивов различных легенд. У легенд отсутствуют сказочные начальные и конечные «формулы»: «Жили-были…», «За тридевять земель…», «Жили долго и счастливо…», они рассказываются «своими словами» и имеют свободную, разговорную форму, выступая, по сути, более сюжетным жанром, нежели сказки.
Свободная форма этих легенд прежде всего характеризуется тем, что эпизоды и мотивы, в отличие, например, от сказочного твердого порядка чередования, могут более раскрепощённо следовать друг за другом.
Однако сюжеты легенд не развернуты в сложное повествование, как в сказке, а малоэпизодны, часто даже одноэпизодны. В первом случае связь эпизодов образует развитие действия, во втором — в центре рассказа один эпизод. Сюжетность подчеркивается развязкой: «С тех пор так и пошло…», «Так и назвали…», после чего следует результат событий (топоним).

## Достоверность
Событиям, о которых повествуется в легендах, приписывается достоверность. Рассказчик и слушатель обычно верили в реальность того, о чём рассказывалось.
Однако топонимические предания ни в коем случае нельзя рассматривать как сколько-нибудь достоверную информацию о происхождении того или иного названия. Первоначально топоним никак не связан с представлениями о сверхъестественном или фантастичном, однако интерпретация его внутренней формы приводит к появлению фольклорного топонимического предания, при этом соответствующая тополексема, инициировавшая фольклорное произведение, становится его структурным элементом.

## Мотивы и группы легенд
Топонимические легенды по их характеру можно разделить на три группы:
- Легенды, в которых значительное место занимает вымысел (в особо древних рассказах такого типа он имеет обычно фантастическую форму);
- Легенды, основанные на присутствии в районе топонима реального исторического лица (лиц, народов, племён), однако основанные на вымышленном случае с ним;
- Реалистично передающие сведения об исторических фактах, однако требующие подробной расшифровки историками, ономастами и топонимистами.

Легенды имеют вид коротких повестей и, чаще всего, строятся по нескольким моделям (с некоторыми вариациями):
- Осмысление и дешифровка географического объекта приобретает определённые коннотации по фонетическому, ассоциативному признаку;
- Мотив происхождения топонима выступает от имени (прозвища). Здесь также выступает фонетическая ассоциация;
- Мотив легенды выводится из географических особенностей местности.

Также топонимические легенды можно разделить на циклы.
- Первопоселенческий цикл, в котором можно выделить следующие мотивы:
  - Первые поселенцы прибывают на место будущего селения, и, увидев особенности данной местности, дают характеризующее название;
  - Название даётся по фамилии или имени помещика (боярина, князя), придуманное им самим или же данное в его честь потомками;
  - Название дали переселенцы из других городов и сёл;
  - Название дали разбойники (например, предание о селе Ворзогоры Архангельской области);
- Татаро-монгольский цикл (присутствует на территории средней полосы и юге, полностью отсутствует на севере европейской части):
  - Любовные, романтические предания, в которых фигурирует дочь хана, влюблённая в простого русского парня или же князя. Хан противится любви, дочь тонет в каком-либо водоёме, который в последующем называется в честь неё. К этому же мотиву можно отнести предания о просто утонувшей дочери хана (без любовной истории), которые, возможно, являются усечённой версией любовных преданий (село Кучугуры, река Усмань в Воронежской области);
  - Предания о проживании в населённом пункте собственно ханов, повлиявших на наименование топонима. (с. Верхний Мамон, Татарино, Кучугуры Воронежской области);
  - Предания, связанные с борьбой русичей против татаро-монголов (село Сторожевое Воронежской области);
- Церковный цикл
- Цикл об исторических деятелях (Пётр I и Меншиков, Екатерина II и граф Орлов)

## Персонажи
Персонажами данных легенд чаще всего выступают:
- Некие вымышленные люди
- Разбойники
- Бурлаки
- Реально проживающие в месте происхождения нарратива народы или племена, впоследствии слившиеся со славянским населением (например, чудь, весь, финно-угры)
- Древнерусские князья, как реально существовавшие (к примеру, Игорь), так и некие «просто» князья. Иногда персонажем может служить «псевдореальная» личность, как в случае с названием реки Яхрома, название которой, по легенде, произошло от восклицания жены Юрия Долгорукого, переходившей реку вброд, уколовшей ногу и воскликнувшей «Я хрома!». «Псевдореальным» данный персонаж можно назвать, потому что жена у Долгорукого, бесспорно, была, однако в народном сознании она присутствует всё-таки как некая мифологическая личность.
- Татаро-монголы и татаро-монгольские ханы
- Степан Разин
- Иван Грозный
- Пётр I — пожалуй, наиболее часто встречающийся персонаж устных топонимических нарративов
- Екатерина II
- Емельян Пугачёв

## Наиболее известные легенды по регионам
Топонимические предания и легенды встречаются достаточно часто, поэтому нет смысла приводить их все в одном месте. Более подробные примеры собраны в литературе, посвящённой данной теме. Ниже, в качестве «иллюстраций» для наглядного примера указаны наиболее часто встречающиеся и широко известные примеры легенд по регионам России и некоторым странам бывшего СССР. Регионы указаны в алфавитном порядке, страны вынесены за алфавит.

#### Архангельская область
Соломбала — ныне район г. Архангельска. Нижеуказанные легенды упоминает детский писатель Евгений Коковин в своей книге «Детство в Соломбале»

Пётр I устроил бал в Соломбале, тогда ещё безымянной деревне. Однако, расстроенный своей ссорой с фавориткой Анной Монс, сидел в сторонке, грустил и на вопросы придворных, почему он не танцует, воскликнул: «Ах! Солон мне этот бал». Отсюда и пошло название Соломбала.

Пётр I устроил в безымянной деревне недалеко от Архангельска бал, по случаю постройки первых кораблей для русского флота. Но так как деревенька была маленькой и грязной, то в грязь накидали соломы, чтобы танцующие на балу не поскальзывались. Так и назвали деревню — Соломбала.

Деревня Ворзогоры (Онежский район Архангельской области России). Легенды о топониме обыгрываются по созвучию слова из коми «ворзо» с русским словом «вор»:

В древние времена жили тут два вора — Яков и Кондрат, да однажды так разругались, что каждый построил себе дом на своём холме.

Во времена Смуты отряды польских и русских «воровских людей», разграбив Онегу по всему течению, устроили здесь зимовку. Это удобное, единственное возвышенное место в округе, окружённое болотами, идеально подходило для данной цели. Проплывающие мимо суда подвергались нападению, что и вызвало появление такого названия.

Данную легенду в своей книге «Священное пространство Поонежья и Онежского Поморья» описывает архангельский писатель и поэт Василий Матонин.

У Петра I, во время посещения деревень Яковлевки и Кондратьевки, в то время называвшимися Загоры, украли стремена, и он воскликнул: «Какие же это За-Горы, Это Вор За Горы!»

#### Белгородская область
Река Ворскла. С гидронимом связана легенда о названии, данном Петром I, в которой обыгрывается созвучие с русским словом «вор» и «стекло (сткло)». Указанную легенду упоминает Анатолий Пасхалов в своей книге «Удивительная этимология»:

Второе название легенда связывает с именем Петра Первого. Глядя в подзорную трубу, царь уронил в воду линзу. Попытки найти «стекло» (скло) не увенчались успехом. С тех пор река и стала называться Ворскла («вор стекла»).

#### Вологодская область
Город Тотьма (Вологодская область). Нижеуказанную легенду описывает доктор философских наук, профессор Николай Теребихин в своей книге «Пётр I. Культурный герой и ономатет Русского Севера»

Петр I, побывав в Тотьме, воскликнул: «То тьма!», (возможно имеется в виду аналогия с Тмутараканью, в переносном смысле «далёким местом»).

Город Вытегра — административный центр Вытегорского района. По преданию, название городу дал Пётр I, похваливший жителей города за их нелёгкий труд — «Вы — тигры!».

#### Воронежская область
Цикл данных легенд упоминается в сборнике «Топонимические предания Воронежской области».
Село Кривая Поляна, Острогожского района

Пётр I проезжал как-то из Воронежа в село Алексеевку, что в Белгородской губернии. По дороге он вынужден был объехать холмистую местность, которую он с досады назвал «кривой поляной». С тех пор село, расположенное на этом месте, так и называется — Кривая Поляна.

Село Дивногорье, Острогожского района

Проезжая по этой местности, Пётр I воскликнул: «Какие дивные горы!»

Село Коротояк, Острогожского района

Пётр Первый, будучи на территории современного села, глянув вниз, воскликнул, подлаживаясь под украинский говор: «Ух, круто як!» Вот и получился Коротояк.

Город Богучар

Царь проплывал на своих кораблях по реке Дон, остановился у какого-то населённого пункта для того, чтобы пополнить запасы продовольствия, где со своими приближёнными устроил небольшую пирушку. Во время этого пира Петра хотели отравить и подали чарку вина с ядом. Но Пётр, зная об этом, поднял чарку со словами: «А эту чарку я отдаю Богу!» — и выплеснул её в реку. Поэтому люди прозвали приток Дона, на берегу которого находился этот населённый пункт, Богучаркой, а само это селение Богучаром.

Село Хреновое Бобровского района

Проезжал как-то Пётр Первый по Воронежской губернии в поисках места для постройки своих кораблей. Дело было осенью, и на дорогах было много непролазной грязи. Возле одного села карета Петра Первого застряла в дорожной грязи. Тогда решили позвать из этой деревни мужиков — карету вытащить. Собрались мужики, долго кряхтели, сопели, тащили, но ничего у них не вышло. Тут из кареты выходит сам Пётр Первый и говорит: «Хреновые у вас в селе мужики!» — и сам один вытащил карету. После этого село стало называться Хреновым.

Пётр I проезжал здесь и обратил своё царское внимание на обилие хрена, растущего вдоль дорог и русла высохшей реки. Пётр воскликнул: «Вот какое хреновое место!» Эту фразу записал ехавший с ним писарь. Вскоре и на картах появилось это название.

Пётр I позвал мужиков рубить лес для верфей в том месте, где сейчас находится село. Впрочем, мужики были ленивыми и, чтобы не трудиться, ответили Петру I: «Хреновый там лес!» Так, впоследствии, и стало называться село.

#### Ленинградская область
Большинство топонимических легенд и преданий Ленинградской области связаны с личностью императора Петра I, что не удивительно, поскольку Пётр является основателем Санкт-Петербурга.
Деревня Большая Загвоздка — в Гатчинском муниципальном районе. С топонимом связана следующая легенда:

Пётр I проезжал мимо будущей деревни, царский тарантас напротив неё сломался, и Пётр в тот момент воскликнул: «Ах, какая загвоздка вышла!».

#### Московская область
Подольск. В результате того, что древнерусское значение слова «подол» (нижняя часть города) стало забываться, возникла легенда на основе другого значения данного слова — «подол платья».

Согласно местной легенде, город получил своё название из-за того, что, проезжая через село, императрица Екатерина II случайно намочила подол своего платья. От этого и пошло название Подол, а затем Подольск.

#### Нижегородская область
Прежнее название Дзержинска — Растяпино.

По народной легенде, Пётр I во время проезда через Нижний Новгород в 1695 году обнаружил отличный корабельный сосновый лес в окрестностях села Чёрного. Воскликнув: «Какие же растяпы здесь живут!» — велел немедленно заложить в этих местах судоверфь. С тех пор село стали именовать Растяпиным, сперва в шутку, а с 1927 по 1929 годы — официально.

#### Псковская область
У жителей Пскова и Псковской области кроме официального этнохоронима «псковитяне» существует полуофициальный — «скобари» (ср. москвичи и «москали», украинцы и «хохлы»). О происхождении прозвища имеется легенда:

По легенде данное прозвание псковичам дал царь Пётр, который не смог, хотя и обладал недюжинной силой, разогнуть скобу, выкованную псковскими кузнецами.

#### Ростовская область
Пётр I, испив воды из родника на месте будущего города Ростов-на-Дону, воскликнул «Богатый колодезь!». В честь этого восклицания так назвали и родник и населённый пункт около него, будущий Ростов-на-Дону.

#### Тульская область
село Велегож Заокского района.

Согласно легенде, своим названием Велегож обязан царю Петру I, отдыхавшему здесь когда-то и, будучи пораженным величием открывшейся перед ним картины, царь тогда воскликнул «Великая гожа!»

#### Эстония
город Нарва-Йыэсуу в современной Эстонии, до 1922 года назывался Гунгербургом (нем. Голодный город)

В начале Северной войны Пётр I осматривал устье реки Наровы с целью постройки здесь инженерных сооружений и редутов. Проголодавшись, он попросил у местных жителей что-нибудь поесть, однако они были настолько бедны, что не смогли накормить царя. После чего Пётр I воскликнул: «Гунгербург», что в переводе с немецкого означает «голодный город».

## Легенды о постройках храмов

#### Церковь св. Алексия вКуртяево
Когда царь Пётр Великий приказал казнить сына — царевича Алексея, то восплакала душа его и жены его. Огорчился царь Пётр и, для облегчения страданий, заказал икону Алексея, человека Божьего, и послал её в Алексеевскую церковь под Нёноксой. На иконе был лик благой, а в нижней части был нарисован мученик царевич Алексей.

#### Церковь Иоанна ВоинанаЯкиманке
Пётр I, проезжая по Якиманке, увидел, что церковь стоит в воде и прихожане к ней подъезжают на лодках. Узнав, что это храм Иоанна Войнственника, царь воскликнул: «Это же наш патрон! Скажите священнику, что я бы желал видеть храм каменный и на возвышении у самой Большой улицы, дам вкладу и пришлю план». Через два месяца он сам приехал с планом и, увидев, что начали уже завозить материал для строительства, похвалил священника. А в книге для вписания вкладов якобы написал: «Вклад даю триста рублей. Пётр»

#### Церковь Собора Пресвятой Богородицы (Строгановская)вНижнем Новгороде
В храме находится икона «Спас Вседержитель». Существует предание, что в образе Христа мастер-иконописец изобразил заказчика храма и своего хозяина, Григория Строганова. Пётр I, увидев этот образ, якобы гневно воскликнул: «Это что же?! Я должен поклоняться Гришке Строганову, холопу своему?! Да не бывать этому!» — и в ярости выбежал их храма. Потому-то, говорят, церковь и простояла неосвященной столько времени…